# Venus' Fødsel 04
|  | Denne artikel er oprettet af botten Steenthbot ud fra en ekstern database. Den kan derfor have sproglige fejl eller mangler. Denne skabelon kan fjernes efter kontrol af indholdet. |

Venus' Fødsel 04 er en dansk kortfilm fra 2004 instrueret af Tina Scherzberg.

## Handling
Instruktøren: "Venus' Fødsel 2004" er tænkt som en rekonstruktion af Botticellis maleri 'Venus¿ fødsel', 1485. Jeg erstatter myten Venus med en nutidig kvinde og viser et møde mellem mor og datter. Og det er netop de to kvinders indbyrdes relation jeg vil undersøge. Jeg iscenesætter en spænding